# T29
Le T29 était un char lourd américain, dont le projet commença en mars 1944 pour lutter contre les nouveaux chars allemands. Le T26E3 (M26 Pershing) pesait environ 45 tonnes, mais n’était pas considéré assez armé ou blindé pour lutter contre le Tiger II. Le T29 ne fut pas achevé à temps pour participer à la Seconde Guerre mondiale en Europe, mais il donna l'occasion aux ingénieurs d’après-guerre de tester des concepts et des constituants d'artilleries automotrices.
Le T29 était basé sur une version plus large du châssis du T26E3 avec un blindage plus épais et un meilleur moteur Ford GAC d’à peu près 770 chevaux. Des commandes plus confortables pour le conducteur et une nouvelle tourelle armée du 105 mm gun T5. Il pesait près de 70 tonnes et était comparable au Tiger II allemand en puissance de feu et protection.
D’autres modèles furent testés avec des moteurs Allison V-1710 V12. Développé au même moment que le T29, le char lourd T30 était virtuellement identique mais avait un canon 155 mm gun T7, un moteur plus puissant et un membre d’équipage supplémentaire pour charger le canon. 
En 1945, la guerre en Europe étant terminée, les acquisitions de T29 et de T30 furent classées à « limitées » (limited procurement). La version finale du T29, le char lourd T34, possédait un canon de 120 mm, dérivé d'un canon antiaérien de 120 mm. Il y eut seulement 2 prototypes. Encore une fois, la fin de la guerre arrêta son développement, mais l’expérience gagnée avec le T34 servit beaucoup au développement du char lourd M103.
Plusieurs chars T29 subsistent au Fort Benning, en Georgie, et un autre devant le National Armor & Cavalry Museum.

## Successeur
Le T29 servit de base au développement du char lourd M103, en service de 1957 à 1974 dans l'United States Army pendant la guerre froide.